# Босоніж містом
«Босо́ніж містом» (англ. Barefoot) — американська романтична кінокомедія режисера Ендрю Флемінга, що вийшла 2014 року. У головних ролях Еван Рейчел Вуд і Скотт Спідмен. Є римейком німецького фільму Босоніж 2005 року.
Сценаристом був Стівен Зотновскі, продюсерами — Ліса Діметрі, Девід Шарф та інші. Вперше фільм продемонстрували 2 лютого 2014 року у США на Міжнародному кінофестивалі у Санта-Барбарі. В Україні у кінопрокаті прем'єра фільму відбулась 5 червня 2014.

## Сюжет
| Такі люди як Джей завжди відрізняються своїм норовом і безтурботністю. Його сім'я знає, що в першу чергу він бешкетник і гуляка, до якого не можна так вже й серйозно ставитися, як хотілося б. Але ситуація різко змінюється, коли він, щоб загладити свою провину після чергового проступку, працює в психіатричній клініці. Там він зустрічає Дейзі, дивну, але в той же час і начебто нормальну дівчину, яка любить ходити босоніж. Разом з нею, хоча для обох це вельми незвичайний (і несподіваний) досвід, вони їдуть на весілля до брата Джея. Несподівані пригоди і відкриття всередині себе просто повинні звести цих людей разом[2]. |

## У ролях
| Актор            | Персонаж                                | Роль        |
| ---------------- | --------------------------------------- | ----------- |
| Еван Рейчел Вуд  | Дейзі Кенсінгтон англ. Daisy Kensington |             |
| Скотт Спідмен    | Джей Вілер англ. Jay Wheeler            |             |
| Тріт Вільямс     | М-р Вілер англ. Mr. Wheeler             | батько Джея |
| Кейт Бартон      | М-с Вілер англ. Mrs. Wheeler            | матір Джея  |
| Джонатан Сіммонс | Д-р Бертлман англ. Dr. Bertleman        |             |

## Сприйняття

### Критика
Фільм отримав здебільшого негативні відгуки: Rotten Tomatoes дав оцінку 14% на основі 21 відгука від критиків (середня оцінка 4.1/10) і 44% від глядачів із середньою оцінкою 3.2/5 (2,756 голосів). Загалом на сайті фільм має негативний рейтинг, фільму зарахований «гнилий помідор» від кінокритиків і «розсипаний попкорн» від глядачів, Internet Movie Database — 6,6/10 (11,493 голоси), Metacritic — 22/100 (12 відгуків критиків) і 5,8/10 від глядачів (9 голосів). Загалом на цьому ресурсі від критиків фільм отримав негативні відгуки, а від глядачів — позитивні.

### Касові збори
Під час показу у США протягом першого тижня фільм був продемонстрований у 18 кінотеатрах і зібрав 11,767 $, що на той час дозволило йому зайняти 66 місце серед усіх прем'єр. Показ фільму протривав 7 днів (1 тиждень) і завершився 27 лютого 2014 року. За цей час фільм зібрав у прокаті у США 15,071 доларів США.

### Нагороди і номінації[10]
| Рік  | Нагорода                                  | Категорія                                          | Номінант      | Результат |
| ---- | ----------------------------------------- | -------------------------------------------------- | ------------- | --------- |
| 2014 | Santa Barbara International Film Festival | The Panavision Spirit Award for Independent Cinema | Ендрю Флемінг | Номінація |